# 八戸通運
八戸通運株式会社（はちのへつううん）は、青森県八戸市に本社を置く運送会社。略称は、「八通（はっつう）」である。
地域運送会社の統合で設立された通運事業者であることから、日本通運と同様の「○通（まるつう）」の社章が使われているほか、八戸貨物駅における日通の鉄道貨物営業所の記号との混同を避けるために「○八（まるはち）」の記号も使われている。

## 沿革
- 1943年4月 - 運送業者5社を統合して設立する。
- 1971年10月 - 八戸貨物駅における通運事業を開始する。
- 1981年11月 - 宅配サービス：ペリカン便の取り扱いを開始する。
- 2002年5月 - 本社・自動車営業所・六ヶ所営業所において、ISO9001:2000を取得。
- 2023年5月 -

## 関連会社
- 八戸通運工業
- 百石貨物運送
- 八通運輸
- 八戸陸運事業協同組合
- 八通商事
- 東北臨海興業
- 一戸運輸
- 音喜多運送
- 八戸臨港倉庫
- ミッド八通
- 中央トラック運送
- 八通物流サービス
- 八通ワークサービス
- スリーエイト
- セキウン